# Никол Султанова
Никол Султанова е българска актриса и художничка.

## Биография
Родена е на 25 юли 1991 г. в град Варна, България. През 2016 г. завършва НАТФИЗ „Кръстю Сарафов“ със специалност „Актьорско майсторство за куклен театър“ в класа на проф. Жени Пашова. Нейните състуденти са Диляна Спасова, Ива Стоянова, Цветелина Николова, Цвети Пеняшки и други.
Нейните студентски пиеси са „Клоуни и кукли“ и театралния спектакъл „Усмивки от старите ленти“.
Тя играе в куклените театри в Ямбол, Сливен, както и в град София.
Султанова играе в представлението „Косвени щети“ на театър Азарян, където си партнира с Анна-Валерия Гостанян, Анелия Мангърова, Владинелла Кацарска, Елена Иванова, Катерина Стоянова и Дайяна Димитрова. По-късно е е номинирана за „Икар“ в категорията „Дебют“ през 2020 г.
През 2020 г. участва в късометражния филм „Чакалнята“, в ролята на Кая, където си партнира с Васил Бинев под режисурата на Лора Маркова.

## Участия в театъра
Куклен театър НАТФИЗ
1. „Клоуни и кукли“ – режисьор Жени Пашова
2. „Лече-буболече“ – режисьор Жени Пашова
3. „Усмивки от старите ленти“ – режисьор Жени Пашова

Държавен куклен театър – Сливен
- „Цъфнали очи“[9]

Театър „Азарян“
- „Косвени щети“ на Светлана Алексиевич – режисьор Максима Боева[10][11]

## Филмография
- „Чакалнята“ (2020, късометражен филм) – Кая

## Роли в дублажа
- „Супергероините на DC: Интергалактически игри“ (дублаж на студио Про Филмс) – Бъмбълби (Кимбърли Брукс)
- „Чудовищен плаж“ – Дийн (Елиша Пероса)
- „Юникити“ – Пъпикорн (Грей Делайл)

## Преводач
- „44 котки“ – италиански анимационен сериал, излъчен по „Никелодеон“